# Europese kampioenschappen wielrennen 2021
De Europese kampioenschappen wielrennen 2021 waren de 27e editie van de Europese kampioenschappen wielrennen die georganiseerd werden door de Union Européenne de Cyclisme (UEC) in het Italiaanse Trente van 8 t/m 12 september. Het was de vierde keer dat het EK plaatsvond in Italië, na 2002, 2008 en 2011. Het was het 25e kampioenschap met tijdrit, het 17e kampioenschap voor junioren en het zesde Europees kampioenschap voor elite mannen en vrouwen. Net als de twee jaren ervoor was er nu voor de derde keer een gemengde ploegenestafette, een ploegentijdrit voor landenteams bestaande uit drie mannen en drie vrouwen.

## Locatie en datum
Aanvankelijk zou het evenement al in 2020 plaatsvinden in de Italiaanse stad Trente. Door het uitbreken van de Coronapandemie en doordat met name het noorden van Italië hard werd getroffen, werd een nieuwe gaststad gevonden in het Bretonse Plouay. In 2021 vond het EK alsnog plaats in Trente.

## Deelnemers
Grote afwezige tijdens het EK was de Britse selectie.

### België en Nederland
Blikvangers in de Belgische selectie waren met name Remco Evenepoel bij de mannen elite, Thibau Nys bij de mannen beloften, Lotte Kopecky bij de vrouwen elite en Julie De Wilde bij de vrouwen beloften.
Voor Nederland werden bij de elite o.a. Niki Terpstra en Bauke Mollema geselecteerd voor de wegrit en Jos van Emden voor de tijdrit. Bij de vrouwen werd o.a. voormalig Europees kampioene Amy Pieters en de hele Olympische ploeg geselecteerd: Marianne Vos, Anna van der Breggen, Annemiek van Vleuten en Demi Vollering. Enkele dagen voor het EK echter meldde Van der Breggen zich af en werd ze vervangen door Floortje Mackaij. Viervoudig Europees kampioene Ellen van Dijk reed de tijdrit. Bij de vrouwen beloften gingen o.a. Shirin van Anrooij en Lonneke Uneken van start.
Selecties:
België
Mannen elite: Remco Evenepoel, Victor Campenaerts, Stan Dewulf, Philippe Gilbert, Ben Hermans, Dylan Teuns, Harm Vanhoucke en Gianni Vermeersch. Evenepoel en Rune Herregodts reden de tijdrit.
Vrouwen elite: Lotte Kopecky, Valerie Demey, Lone Meertens, Jesse Vandenbulcke, Julie Van de Velde, Fien Van Eynde, Ann-Sophie Duyck en Sara Van de Vel. Duyck en Van de Vel reden ook de tijdrit.
België nam niet deel aan de gemengde ploegenestafette.
Nederland
Mannen elite: Dylan van Baarle, Koen Bouwman, Sebastian Langeveld, Nick van der Lijke, Bauke Mollema, Timo Roosen, Ide Schelling en Niki Terpstra. Julius van den Berg en Jos van Emden reden de tijdrit.
Vrouwen elite: Anna van der Breggen, Chantal van den Broek-Blaak, Ellen van Dijk, Riejanne Markus, Amy Pieters, Demi Vollering, Annemiek van Vleuten, Marianne Vos en Floortje Mackaij. Van Dijk en Markus reden ook de tijdrit.
Ploegenestafette: Koen Bouwman, Jos van Emden, Bauke Mollema, Floortje Mackaij, Amy Pieters en Demi Vollering.

## Wedstrijdschema
| Datum                 | Tijd      | Discipline                | Categorie                 | Afstand  |
| --------------------- | --------- | ------------------------- | ------------------------- | -------- |
| Woensdag 8 september  | 09:15 uur | Tijdrit                   | Vrouwen junioren          | 22,4 km  |
| Woensdag 8 september  | 10:45 uur | Tijdrit                   | Mannen junioren           | 22,4 km  |
| Woensdag 8 september  | 14:30 uur | Gemengde ploegenestafette | Gemengde ploegenestafette | 44,8 km  |
| Donderdag 9 september | 09:15 uur | Tijdrit                   | Vrouwen beloften          | 22,4 km  |
| Donderdag 9 september | 10:45 uur | Tijdrit                   | Vrouwen elite             | 22,4 km  |
| Donderdag 9 september | 14:15 uur | Tijdrit                   | Mannen beloften           | 22,4 km  |
| Donderdag 9 september | 16:00 uur | Tijdrit                   | Mannen elite              | 22,4 km  |
| Vrijdag 10 september  | 09:00 uur | Wegrit                    | Mannen junioren           | 107,2 km |
| Vrijdag 10 september  | 13:50 uur | Wegrit                    | Vrouwen junioren          | 67,6 km  |
| Vrijdag 10 september  | 16:30 uur | Wegrit                    | Vrouwen beloften          | 80,8 km  |
| Zaterdag 11 september | 09:00 uur | Wegrit                    | Mannen beloften           | 133,6 km |
| Zaterdag 11 september | 14:15 uur | Wegrit                    | Vrouwen elite             | 107,2 km |
| Zondag 12 september   | 12:30 uur | Wegrit                    | Mannen elite              | 179,2 km |

## Medaillewinnaars
| M+V elite                 | Goud | Zilver                                                                                        | Brons                                                                                          |
| ------------------------- | --- | --------------------------------------------------------------------------------------------- | ---------------------------------------------------------------------------------------------- |
| Gemengde ploegenestafette | Italië Filippo Ganna Alessandro De Marchi Matteo Sobrero Marta Cavalli Elena Cecchini Elisa Longo Borghini | Duitsland Miguel Heidemann Max Walscheid Justin Wolf Tanja Erath Mieke Kröger Corinna Lechner | Nederland Koen Bouwman Jos van Emden Bauke Mollema Floortje Mackaij Amy Pieters Demi Vollering |
| Mannen elite              | Goud | Zilver                                                                                        | Brons                                                                                          |
| Wegrit                    | Sonny Colbrelli                                                                                            | Remco Evenepoel                                                                               | Benoît Cosnefroy                                                                               |
| Tijdrit                   | Stefan Küng                                                                                                | Filippo Ganna                                                                                 | Remco Evenepoel                                                                                |
| Vrouwen elite             | Goud | Zilver                                                                                        | Brons                                                                                          |
| Wegrit                    | Ellen van Dijk                                                                                             | Liane Lippert                                                                                 | Rasa Leleivytė                                                                                 |
| Tijdrit                   | Marlen Reusser                                                                                             | Ellen van Dijk                                                                                | Lisa Brennauer                                                                                 |
| Mannen beloften           | Goud | Zilver                                                                                        | Brons                                                                                          |
| Wegrit                    | Thibau Nys                                                                                                 | Filippo Baroncini                                                                             | Juan Ayuso                                                                                     |
| Tijdrit                   | Johan Price-Pejtersen                                                                                      | Søren Wærenskjold                                                                             | Daan Hoole                                                                                     |
| Vrouwen beloften          | Goud | Zilver                                                                                        | Brons                                                                                          |
| Wegrit                    | Silvia Zanardi                                                                                             | Kata Blanka Vas                                                                               | Évita Muzic                                                                                    |
| Tijdrit                   | Vittoria Guazzini                                                                                          | Hannah Ludwig                                                                                 | Elena Pirrone                                                                                  |
| Mannen junioren           | Goud | Zilver                                                                                        | Brons                                                                                          |
| Wegrit                    | Romain Grégoire                                                                                            | Per Strand Hagenes                                                                            | Lenny Martinez                                                                                 |
| Tijdrit                   | Alec Segaert                                                                                               | Cian Uijtdebroeks                                                                             | Eddy Le Huitouze                                                                               |
| Vrouwen junioren          | Goud | Zilver                                                                                        | Brons                                                                                          |
| Wegrit                    | Linda Riedmann                                                                                             | Eleonora Ciabocco                                                                             | Églantine Rayer                                                                                |
| Tijdrit                   | Aljona Ivantsjenko                                                                                         | Antonia Niedermaier                                                                           | Elise Uijen                                                                                    |

## Medaillespiegel
| #      | Land        | Goud | Zilver | Brons | Totaal |
| ------ | ----------- | ---- | ------ | ----- | ------ |
| 1      | Italië      | 4    | 3      | 1     | 8      |
| 2      | België      | 2    | 2      | 1     | 5      |
| 3      | Zwitserland | 2    | 0      | 0     | 2      |
| 4      | Duitsland   | 1    | 4      | 1     | 6      |
| 5      | Nederland   | 1    | 1      | 3     | 5      |
| 6      | Frankrijk   | 1    | 0      | 5     | 6      |
| 7      | Denemarken  | 1    | 0      | 0     | 1      |
| 7      | Rusland     | 1    | 0      | 0     | 1      |
| 9      | Noorwegen   | 0    | 2      | 0     | 2      |
| 10     | Hongarije   | 0    | 1      | 0     | 1      |
| 11     | Litouwen    | 0    | 0      | 1     | 1      |
| 11     | Spanje      | 0    | 0      | 1     | 1      |
| Totaal | Totaal      | 13   | 13     | 13    | 39     |